# Sóstói Stadion
- Para el nuevo estadio del club véase MOL Aréna Sóstó.

El Sóstói Stadion es un estadio de fútbol ubicado en la ciudad de Székesfehérvár, Hungría, y hogar del club de fútbol local Videoton FC. El estadio fue inaugurado en 1967 y estableció su récord de asistencia el 8 de mayo de 1985, cuando 40 000 aficionados acudieron en masa a ver la ida de la final de la Copa de la UEFA entre el Real Madrid y el Videoton. El estadio fue totalmente reconstruido entre 2016 y 2018 y cuenta con una nueva capacidad para 14 000 espectadores sentados.

## Historia

### Estadio original (1963-2016)
La construcción del estadio comenzó en 1963, sin embargo, tras la Segunda Guerra Mundial, hubo partidos que ya se jugaron en ese sitio. Se necesitaron cuatro años para terminar la obra, y el partido inaugural tuvo lugar el 30 de septiembre de 1967, cuando el VT Vasas se enfrentó al club de fútbol de Alemania del Este, FC Rot-Weiß Erfurt. Ferenc Bognár fue el primer jugador en marcar en el nuevo estadio, con un lanzamiento de falta desde una distancia de 22 metros.
El sistema de iluminación artificial fue instalado en 1978, seguida de otras mejoras cuatro años más tarde, lo que hizo que el Stadion Sóstói fuese una de las sedes de fútbol más modernas en el país en ese momento.
El estadio fue incluido en las candidaturas húngaras para organizar la Euro 2004, Euro 2008 y Euro 2012, por lo que pasó por cambios significativos en la década de 2000. El estadio tiene una nueva tribuna principal, un sistema de control de acceso mejorado y cámaras de CCTV se crearon para la vigilancia de vídeo completo. Los nuevos medios y las secciones VIP se formaron también para cumplir con los estrictos criterios de la UEFA.
A pesar de la mejora ralentizado tras las fallidas candidaturas para las Eurocopas, el Sóstói Stadion sigue siendo uno de los mejor equipados estadios en Hungría. Los proyectores son capaces de iluminar el campo con 1500 lux, y un sistema de calefacción subterráneo está instalado en el terreno de juego, por lo que el complejo de deportes es capaz de acoger partidos de la UEFA Europa League y la Liga de Campeones de la UEFA.

### Nuevo estadio (2016-presente)
El 12 de noviembre de 2014, el diseño del nuevo estadio se reveló en una rueda de prensa celebrada por László Vigh y András Cser-Palkovics, alcalde de Székesfehérvár. Anunciaron la construcción de tres nuevos sectores. El sector principal de tribunas se mantiene y se va a renovar. La reconstrucción comenzará en otoño de 2015. El final previsto de la construcción será el final de 2016. Durante la temporada 2015-16, el club jugará sus partidos en el Pancho Arena en Felcsút, en el condado de Fejér. El 18 de septiembre de 2015, se anunció que la demolición del estadio actual será en enero de 2016.
Tras varios retrasos y problemas de licencias, el 23 de noviembre de 2016 se inició oficialmente la construcción. La demolición del interior del sector de tribunas principal se completó hacia febrero de 2017. El hormigón de las partes demolidas del sector principal se reutilizó en la construcción de los nuevos sectores. Se concedió al Sóstó Konzorcium 14 meses para finalizar la construcción del estadio.
El 27 de marzo de 2017, se confirmó que la construcción del estadio se terminaría el 16 de enero de 2018. András Cser-Palkovics, alcalde de Székesfehérvár, dijo que debido a las severas condiciones climáticas durante el invierno, la construcción no podría terminarse dentro del plazo establecido. Róbert Varga, director de Strabag-Hungría, agregó que el nuevo estadio podrá albergar a 14 201 espectadores y que el estadio estará sobre una base de 10 199 metros cuadrados y el punto más alto del estadio será de 21,28 metros.
El 18 de agosto de 2017, se anunció que la plataforma principal también debería ser demolida debido a problemas estáticos. Originalmente, el nuevo estadio se habría construido alrededor del sector de tribunas principal. Debido a la reconstrucción del sector principal, la apertura del nuevo estadio se retrasará hasta junio de 2018.
El Videoton, campeón de la liga húngara 2017-18, se clasificó para disputar la fase previa de la Liga de Campeones de la UEFA 2018-19 pero el Sóstói Stadion aún no se encontraba finalizado al completo, por lo que se registró en la UEFA como estadio local para disputar los play-off el Groupama Aréna en Budapest. El equipo fue eliminado de la Liga de Campeones en la última ronda, por lo que fue enviado a la fase de grupos de la UEFA Europa League, donde continuó jugando en el Groupama Aréna.

## Partidos internacionales
La siguiente tabla muestra los partidos de la selección de Hungría que se han disputado en el estadio.
| Fecha                   | Rival                | Resultado | Competición             |
| ----------------------- | -------------------- | --------- | ----------------------- |
| 29 de mayo de 1974      | Yugoslavia           | 3–2       | Amistoso                |
| 23 de mayo de 1983      | Noruega              | 0–0       | Amistoso                |
| 9 de octubre de 1991    | Bélgica              | 0–2       | Amistoso                |
| 15 de noviembre de 2006 | Canadá               | 1–0       | Amistoso                |
| 8 de septiembre de 2007 | Bosnia y Herzegovina | 1–0       | Clasificación Euro 2008 |
| 17 de noviembre de 2010 | Lituania             | 2–0       | Amistoso                |